# آدنوئید
آدنوئید (انگلیسی: Adenoid) که به عنوان لوزه حلقی یا لوزه نازوفارنکس نیز شناخته می‌شود، بالاترین لوزه‌ها است. آدنوئید توده‌ای از بافت لنفاوی است که در پشت حفره بینی، در سقف نازوفارنکس، جایی که بینی با گلو ترکیب می‌شود، قرار دارد. در کودکان، معمولاً تپه‌ای نرم در سقف و دیواره پشتی نازوفارنکس، درست در بالا و پشت استخوان نازوفارنکس تشکیل می‌دهد.
اصطلاح آدنوئید همچنین برای نشان دادن هیپرتروفی آدنوئید، رشد غیر طبیعی لوزه‌های حلقی استفاده می‌شود.

## ساختار
آدنوئید توده ای از بافت لنفاوی است که در پشت حفره بینی، در سقف نازوفارنکس، جایی که بینی با گلو ترکیب می شود، قرار دارد. آدنوئید، بر خلاف لوزه های پالاتین، دارای اپیتلیوم شبه چینه ای است. آدنوئیدها بخشی از به اصطلاح حلقه والدیر از بافت لنفاوی هستند که شامل لوزه‌های پالاتین، لوزه‌های زبانی و لوزه‌های لوله‌ای نیز می‌شود.

## گسترش
آدنوئیدها از نفوذ زیر اپیتلیالی لنفوسیت ها پس از هفته شانزدهم زندگی جنینی ایجاد می‌شوند.  پس از تولد، بزرگ شدن شروع می شود و تا سن ۵ تا ۷ سالگی ادامه می یابد.

## میکروبیوم
گونه‌هایی از باکتری‌ها مانند لاکتوباسیل‌ها، استرپتوکوک‌های بی‌هوازی، اکتینومایکوز، گونه‌های فوزوباکتریوم و نوکاردیا معمولاً تا ۶ ماهگی وجود دارند. فلور طبیعی موجود در آدنوئید شامل استرپتوکوک‌ها و انتروکوک‌های آلفا همولیتیک، گونه‌های کورین باکتریوم، استافیلوکوک‌های کواگولاز منفی، گونه‌های نایسریا، گونه‌های هموفیلوس، گونه‌های میکروکوکوس [c] و گونه‌های S مورد نیاز است.